# 西都城
西都城（越南语：／），又名西街城（越南语：／）、胡城（越南语：／），位於越南清化省永祿縣，是一座越南古城，為胡朝（1400年－1407年）統治者所建。其名稱源自漢越語素的「城」、「西」、「都」。

## 概况
西都城初建於1397年，為陈朝末期權臣胡季犛主導修建，後来，胡季犛於1400年建立新的王朝胡朝，并定都於此城，而故都升龙皇城则被改为东都。其坐落於現在的越南北中部的清化省永祿縣永进社西街村、春街村和永隆社东门村。
西都城的輪廓為四方形。南北門長870.5米（2,856英尺） ，東西長883.5米（2,899英尺）。設有四座分别位於城池的東南西北四城門：南門（正門） 北門（後門）, 東門（左門）以及西門（右門）。其中，南門高9.5米（31英尺） ，寬15.17米（49.8英尺）。城牆主要有磚石築成，平均每塊城牆磚的大小為2×1×0.7米（6.6×3.3×2.3英尺） 。如今，西都城大分已经消失，只有城門保存較為完整。
西都城在2011年6月27日被錄入聯合國教科文組織世界遺產。

## 圖片集

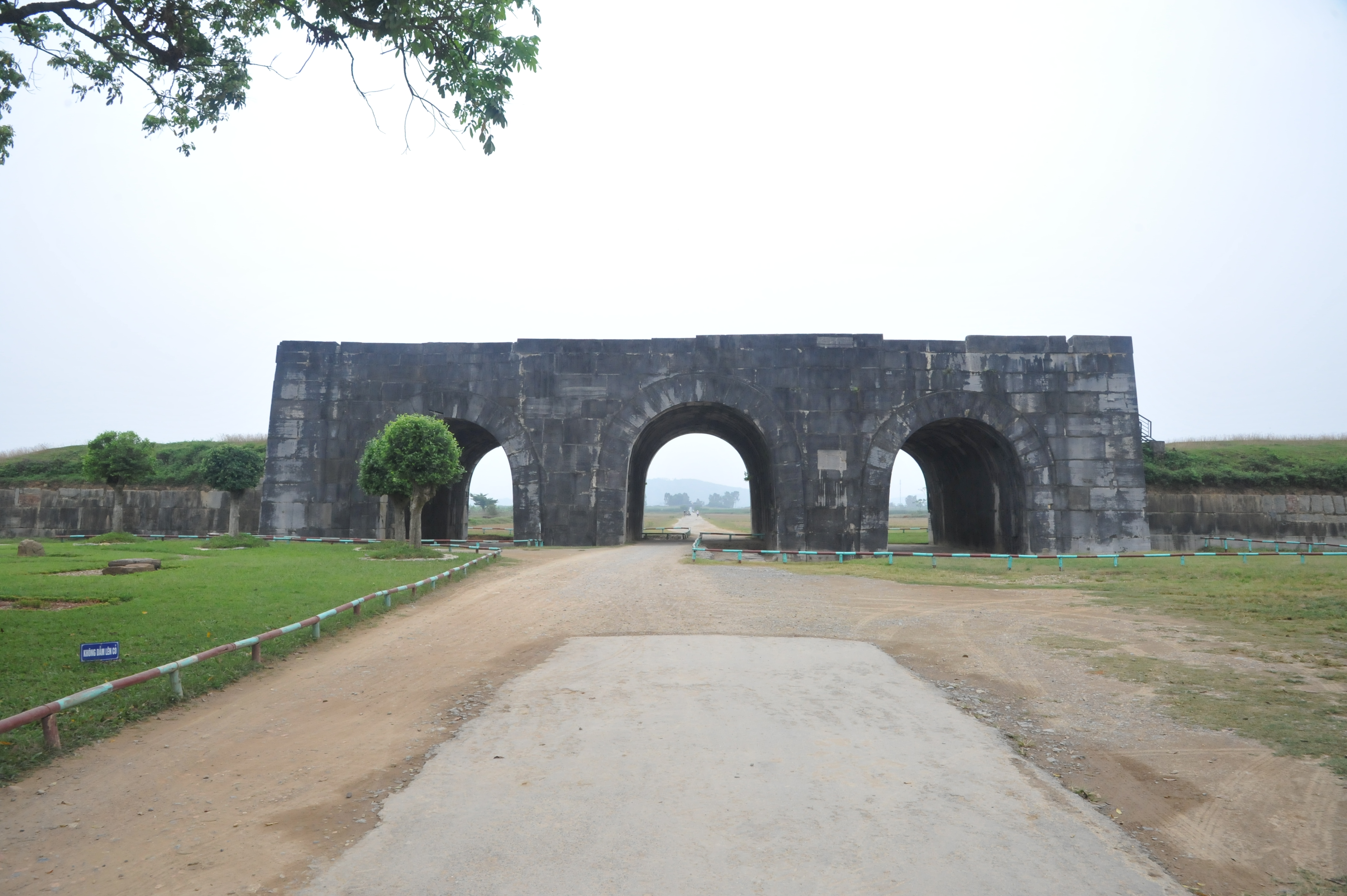
南門全景
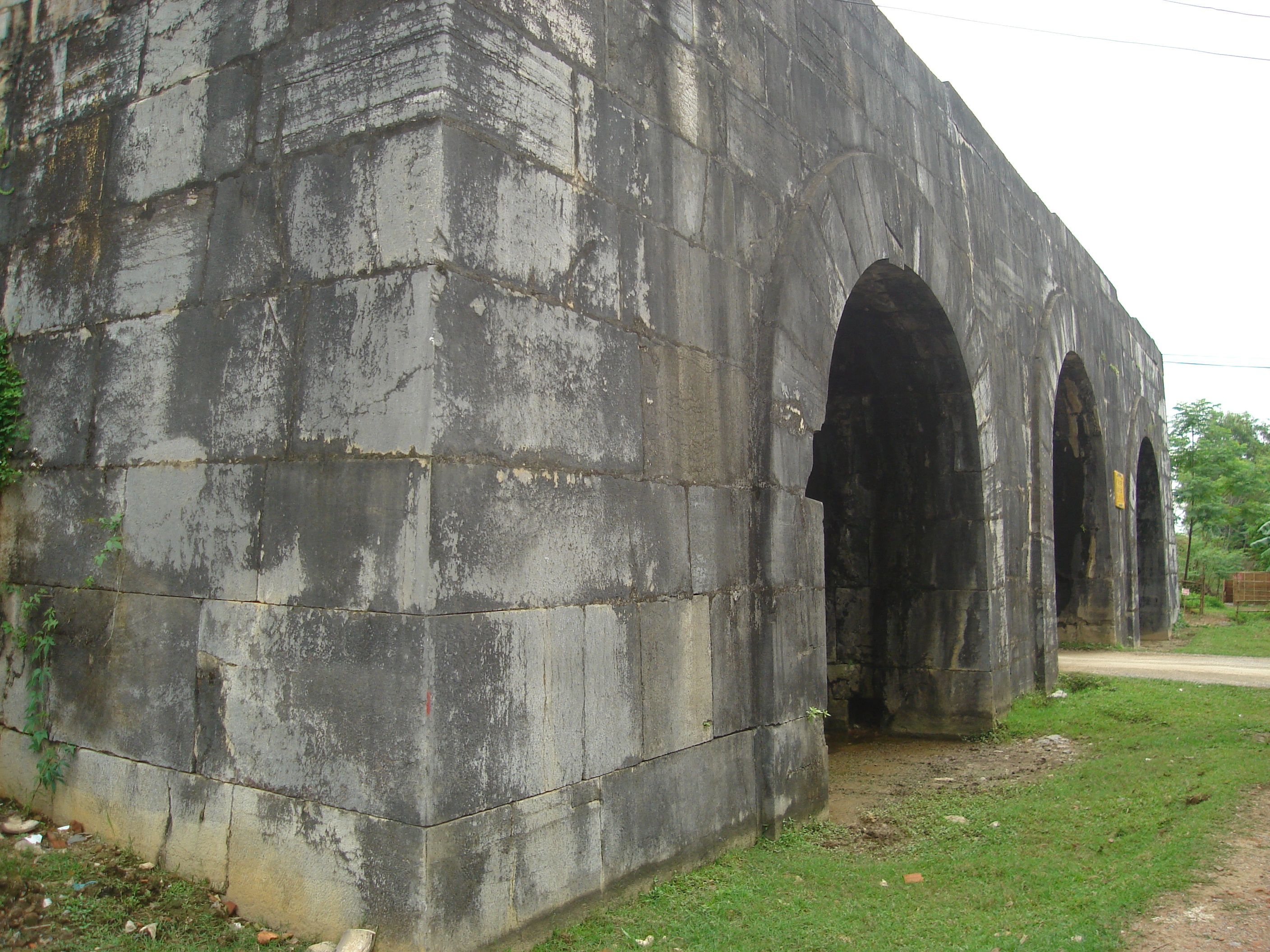
南門
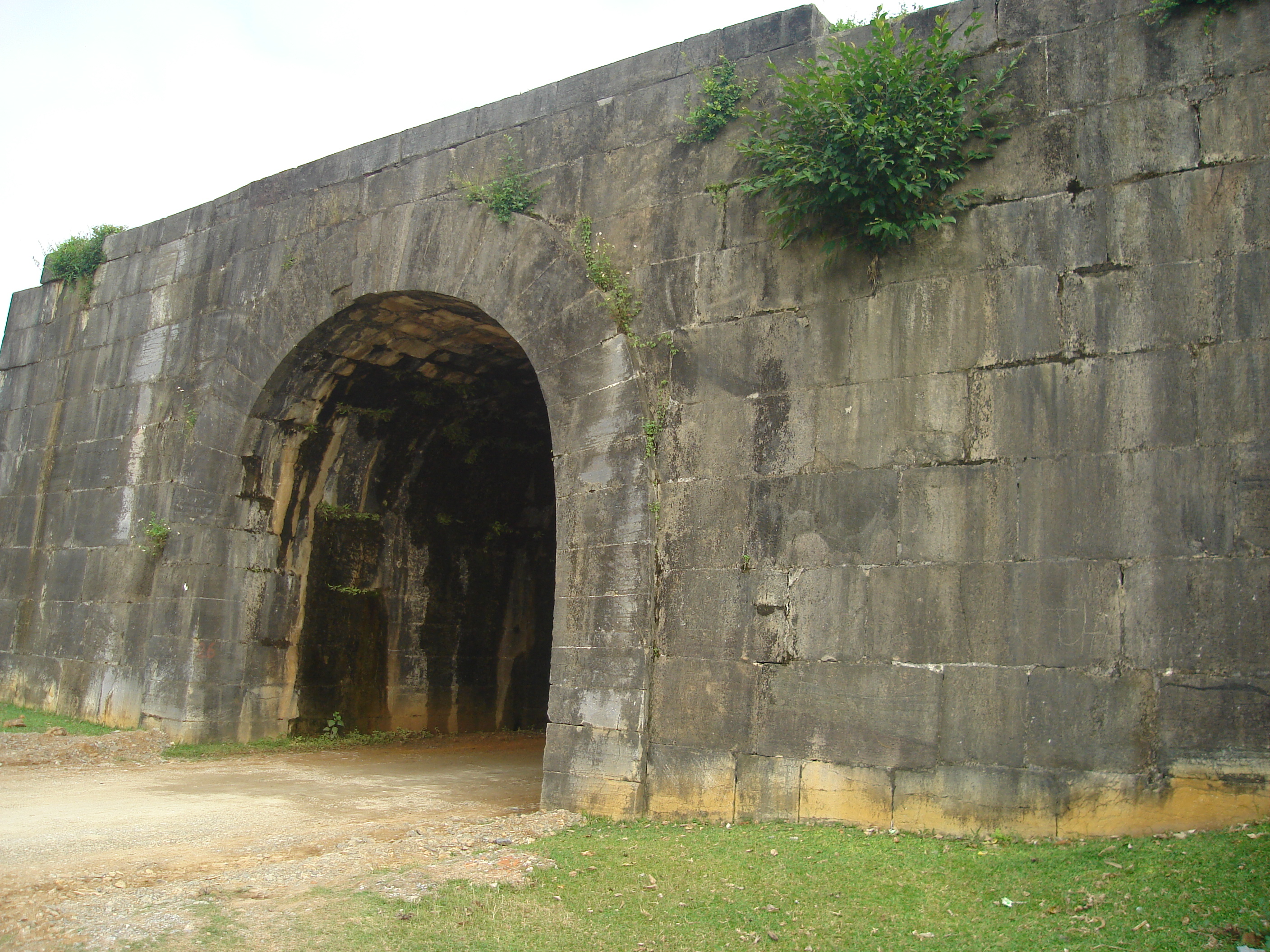
北門
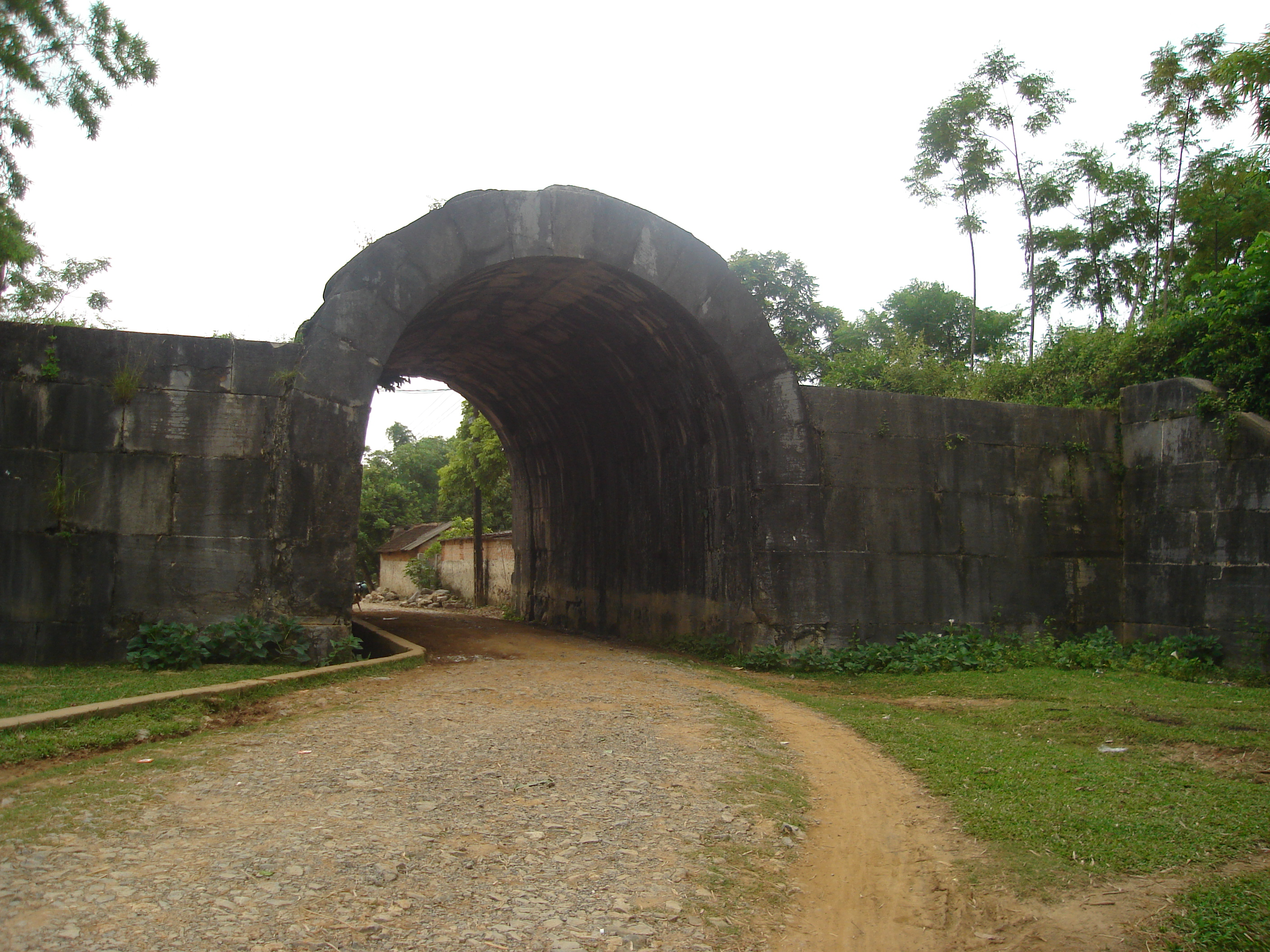
東門
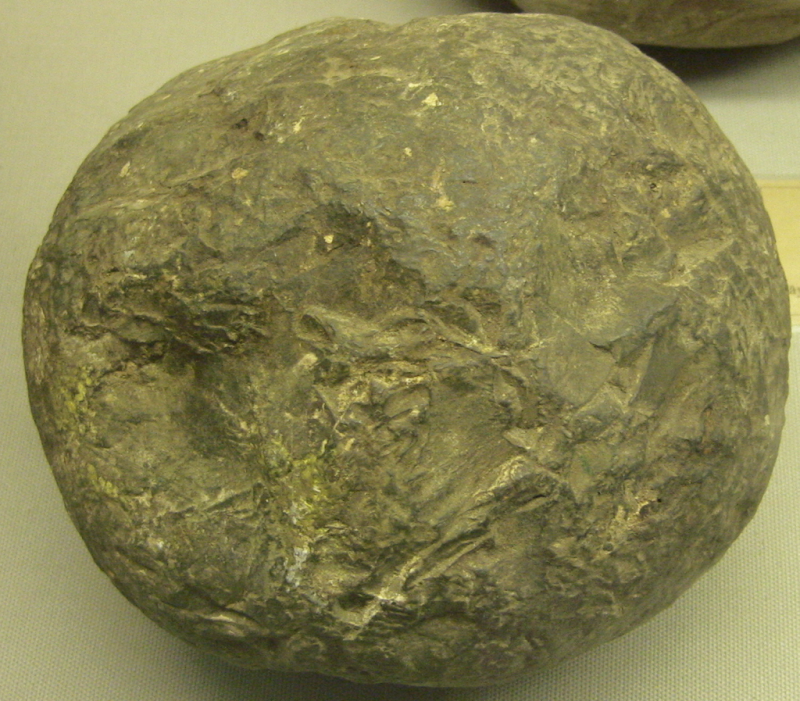
一塊在西都城掘出的石制炮彈

## 登录基准
该世界遗产被认为满足世界遺產登錄基準中的以下基準而予以登錄：
- （ii）在某期间或某种文化圈里对建筑、技术、纪念性艺术、城镇规划、景观设计之发展有巨大影响，促进人类价值的交流。
- （iv）关于呈现人类历史重要阶段的建筑类型，或者建筑及技术的组合，或者景观上的卓越典范。

## 另请参见
- 清化市，後黎朝的西京